# Sunyata
Sunyata, shunyata ou śūnya (em sânscrito: शून्यता; romaniz.: śūnyatā; em páli: suññatā) é um conceito budista maaiana, com o significado de vazio, que reúne outras principais doutrinas budistas, particularmente a anatta e a originação dependente e cita uma natureza sem distinções e dualidades.

## Desenvolvimento do conceito
O conceito de śūnyatā como "vazio" está relacionado ao conceito de anatta no budismo inicial. Com o tempo, muitas escolas filosóficas ou sistemas de princípios diferentes (sânscrito: siddhānta) se desenvolveram dentro do budismo em um esforço para explicar o significado filosófico exato da vacuidade.

Depois de Buda, o vazio foi desenvolvido pelas escolas Abidarma, Nagarjuna e a escola Madhyamaka, uma das primeiras escolas Maaiana. O vazio (interpretado "positivamente") também é um elemento importante da literatura da natureza búdica, que desempenhou um papel formativo na evolução da subsequente doutrina e prática Mahāyāna.